# Oscoforie
Le oscoforie (in greco antico: ὀσχοφόρια?, oschophória, a sua volta da ὄσχος, óschos, "tralcio" e Φέρω, phérō, "portare") erano una festa dell'antica Atene in onore di Dioniso e Atena.

## Storia
Secondo la leggenda le oscoforie furono istituite da Teseo al ritorno vittorioso da Creta. Secondo la leggenda gli ateniesi dovevano adempiere un tributo al re di Creta Minosse, sette ragazzi e sette ragazze si recavano regolarmente da Minosse per essere divorati dal Minotauro. Quando venne il momento di effettuare la terza spedizione sacrificale con Teseo, questi sostituì due giovinette con due amici (per aiutarlo) di aspetto delicato e abbigliati in modo da poter sembrare fanciulle.

## Festività
La festa si svolgeva ad Atene il settimo e l'ottavo giorno del mese di Pianepsione (seconda metà di ottobre - prima metà di novembre).
Il giorno della celebrazione gli oscofori (in greco antico: ὀσχοφόροι?), due giovani camuffati da donne scelti tra i più nobili e ricchi della città e i cui genitori erano ancora vivi, sempre in ricordo dell'avventura cretese dell'eroe Teseo, portavano dal tempio di Dioniso in Atene fino al santuario di Atena Scìrade al Falero (il porto della città) dei rami di vite con dei grappoli freschi. Dietro di loro c'era un corteo composto da venti efebi vestiti da donna, due per ciascuna dieci tribù di Atene, che portavano rami di olivo e grappoli d'uva.
Durante le oscoforie, le madri imitavano le madri delle vittime che avevano portato pane e vivande e raccontavano favole per infondere loro coraggio. Le oscoforie costituivano una festa della vendemmia e un rito di passaggio dall'adolescenza all'età giovanile (efebia). Partecipavano in una gara di corsa venti ragazzi, due per ogni tribù.